# Plan de Arreglo
El Plan de Arreglo era un acuerdo entre el Frente Polisario saharaui y Marruecos sobre la organización de un referéndum, que constituiría una expresión de autodeterminación para el pueblo del Sáhara Occidental, que conduciría a la plena independencia o a la integración en el Reino de Marruecos. El resultado fue un alto el fuego que sigue siendo efectivo hasta el día de hoy y el establecimiento de la fuerza de paz de la MINURSO para supervisarlo y organizar el referéndum. El referéndum nunca se llevó a cabo.

## Antecedentes
La zona del Sáhara Occidental es el territorio del pueblo saharaui que se convirtió en súbdito español cuando España colonizó la zona en 1884. Las  Naciones Unidas (ONU) se involucraron con el Sáhara Occidental cuando la ONU pidió a España, el 16 de diciembre de 1965, mediante una resolución de la Asamblea General, que descolonizara el antiguo Sahara español. El rey Hassan II de Marruecos rechazó las reivindicaciones de independencia para el Sáhara Occidental ya en 1975, a pesar de las conclusiones de la Corte Internacional de Justicia de que Marruecos no tenía vínculos legales con la zona. Sin embargo, un gobierno marroquí de la zona puede atribuirse a la expansión islámica de la zona, comenzando con la Dinastía Almorávide (1040-1147 d. C.). En octubre de 1975, el rey Hassan ordenó una invasión del Sáhara Occidental y Estados Unidos presionó a España para que se retirara.
Después de la retirada de España del Sáhara Occidental en 1976, se inició una disputa entre el antiguo territorio y Marruecos. En noviembre de 1975, las tropas marroquíes, ordenadas por el rey Hassan, condujeron a 350 000 civiles al Sáhara Occidental para "apoderarse del territorio de Marruecos" en la Marcha Verde, tras la cual España dividió el territorio entre Marruecos y Mauritania.
El Frente Polisario fue formado por el pueblo saharaui en 1973. El grupo empezó a luchar por la independencia del Sáhara Occidental y fue apoyado por Argelia. La lucha del Polisario por la independencia hizo que Mauritania renunciara a su reclamo sobre el Sáhara Occidental en 1978. En agosto de 1979, Mauritania firmó un acuerdo de paz con el Polisario y cuando Mauritania se retiró, Marruecos asumió también la ocupación de esas tierras.
Hasta 1991, cuando se negoció un alto el fuego, el Frente Polisario libró una guerra de guerrillas contra el ejército marroquí. En un período de treinta y cinco años, "más de 100 000 saharauis fueron desplazados de la zona". Debido a la falta de acuerdo, la voz del pueblo saharaui en el asunto fue marginada, según Toby Shelley, en el Informe sobre Oriente Medio.

El territorio del Sáhara Occidental también participó en la lucha de Argelia y Marruecos por la "preeminencia regional" del Norte de África, que consideraba el Sáhara Occidental como un control de las ambiciones regionales de Argelia que se persiguen a través de los sustitutos del Polisario.

## Historia
En 1979, la Organización de la Unidad Africana (OUA) también se involucró en el Plan de Arreglo. La ONU y la OUA introdujeron un plan a finales de los años ochenta y negociaron con las partes durante unos cinco años. El 20 de julio, el rey Hassan de Marruecos acordó un referéndum "para la autodeterminación" del pueblo saharaui occidental. Una vez que los votantes elegibles fueron identificados para el referéndum, el pueblo del Sáhara Occidental votaría sobre si serían independientes o si formarían parte de Marruecos.  El plan "fue aceptado en principio por Marruecos y el Polisario a finales de agosto de 1988". El referéndum fue recogido en la Resolución 658 del Consejo de Seguridad. El Consejo de Seguridad de las Naciones Unidas se involucró en 1991. El acuerdo resultó en un alto el fuego entre Marruecos y el Polisario, que entró en vigor el 6 de septiembre de 1991. El alto el fuego fue tratado como un asunto separado del resto del Plan de Arreglo, que incluía el registro de votantes para el referéndum, por Pérez de Cuéllar, el actual Secretario General de las Naciones Unidas. El referéndum fue escrito como Resolución 690 del Consejo de Seguridad del 29 de abril de 1991. La Resolución 690 también creó la Misión de Naciones Unidas para el referendo en el Sahara Occidental (MINURSO).
El Polisario esperaba que el Plan de Arreglo tuviera "un resultado similar a los Acuerdos de Evian" y también apoyó el derecho de los nativos saharauis a tener voz en el futuro del territorio. El referéndum se suponía que se celebraría en 1992, pero esto nunca ocurrió, ya que ambas partes no se pusieron de acuerdo sobre quién debía votar sobre la independencia del Sáhara Occidental. Las Naciones Unidas informaron que el Plan de Arreglo se había convertido en un "juego de suma cero" en el que cada parte consideraba que ganar era lo más importante y que ambos sentían que había mucho en juego por perder. Cada grupo sólo cooperaba cuando consideraba que podía lograr un resultado deseable para ellos.
Parte del problema con el registro de votantes fue la falta de acuerdo entre el Polisario y Marruecos sobre quién podría reivindicar la etnia saharaui y a quién se debería permitir votar en el referéndum. Marruecos interpretó una ampliación de los criterios de elegibilidad de los votantes en diciembre de 1991 "como una licencia para presentar solicitudes en nombre de personas con vínculos dudosos con el Sáhara Occidental". Además, Marruecos puede haber influido de forma indebida en los líderes tribales saharauis que viven en el Sáhara Occidental controlado por Marruecos."La ONU trasladó a 373 miembros de las fuerzas de mantenimiento de la paz a la zona para ayudar a validar a los votantes del Sáhara Occidental. El Polisario creía que Marruecos estaba identificando a los grupos tribales como votantes que no tenían una relación estrecha con el Sáhara Occidental. Durante este tiempo, el rey Hassan también trasladó a 37 000 personas de Marruecos al Sáhara Occidental para que actuaran como potenciales votantes, lo que "enfureció al Polisario y conmocionó al personal de mantenimiento de la paz". El Polisario creía que limitar el número de votantes a los que figuraban como "saharianos del Sáhara Occidental" en el censo español de 1974 daría lugar a un voto a favor de la independencia y no quería que se identificaran más votantes.
Durante el proceso de inscripción de votantes, el personal de las Naciones Unidas se enfrentó a nuevas dificultades para desplegar personal de mantenimiento de la paz de la MINURSO procedente de Marruecos y el gobierno marroquí prohibió a los saharauis el contacto con cualquier persona extranjera e interrumpió también el proceso de identificación de votantes, durante el cual pusieron en duda la integridad de la MINURSO. El proceso se estancó en 1995, durante el cual el Consejo de Seguridad de las Naciones Unidas fue enviado a evaluar la situación, cuyas consecuencias pusieron en juego el proceso para todas las partes implicadas. En 1996, el Secretario General de las Naciones Unidas pidió recomendaciones para la retirada completa del personal de mantenimiento de la paz y la suspensión del proceso de inscripción de votantes. En 1996, Eric Jensen, el representante Especial interino, intentó renegociar el proceso, con poco éxito.
En 1997, el exsecretario de Estado de los Estados Unidos, James Baker, fue nombrado enviado de las Naciones Unidas por el nuevo Secretario General de las Naciones Unidas, Kofi Annan. Las conversaciones iniciales de paz dejaron a mucha gente en la zona con esperanzas. En primer lugar Beker revisó las propuestas anteriores y consultó a todas las partes implicadas y, junto con Chester Crocker y John Bolton, llevó a cabo conversaciones privadas con el Polisario y Marruecos, junto con Argelia y Mauritania en calidad de observadores. Finalmente, las conversaciones, que abarcaron los "temas de los refugiados, la reducción de las tropas marroquíes, los prisioneros de guerra y los prisioneros políticos", junto con un acuerdo sobre un código de conducta para el registro de votantes, desembocaron finalmente en el Acuerdo de Houston. La identificación de los votantes comenzó de nuevo el 3 de diciembre de 1997. Se suponía que se celebraría un referéndum en 1998. Sin embargo, debido a la negativa de Marruecos a aceptar los resultados del censo y, por lo tanto, a la improbabilidad de aceptar un referéndum basado en los votantes propuestos, el Secretario General de las Naciones Unidas suspendió el Plan de Arreglo.
En 1999, el rey Hassan murió y Mohammed VI asumió el poder. El rey Mohammed reafirmó firmemente la reivindicación marroquí de la región. También en 1999, Abdelaziz Bouteflika, que apoyó la independencia del Sáhara Occidental, asumió la presidencia de Argelia.

## Después del Plan de Arreglo
Artículo principal: Plan Baker
El enviado especial del Secretario General de la ONU, James Baker, buscó otras soluciones en 2001 y Marruecos las aceptó, pero Argelia y el Frente Polisario rechazaron lo que se conoció como el  Plan Baker I. En 2003, el  Plan Baker I fue rechazado por Marruecos y aceptado por Argelia y el Frente Polisario. En junio de 2004, James Baker renunció a su puesto como enviado de la ONU al Sáhara Occidental.
En 2006, Marruecos introdujo un plan en el que el pueblo saharaui podía gobernarse a sí mismo, siempre y cuando estuviera bajo el dominio marroquí. Ese plan fue rechazado.
El Polisario ha amenazado con poner fin al alto el fuego, pero sin la ayuda de Argelia, no lo ha hecho.

## Crítica
Centrarse principalmente en la autodeterminación del territorio puede haber excluido otras posibles soluciones al conflicto. Samuel J. Spector ha criticado la "tendencia de la ONU a ignorar el interés estratégico de Marruecos en el territorio y los derechos históricos". Anna Theofilopoulou analizó cómo las Naciones Unidas permitieron que cada una de las partes erosionara y descarrilara el proceso, en lugar de "desarrollar y mantener una estrategia diseñada para abordar de frente las dificultades de abordar este conflicto". Michael Rubin, que escribe en The Journal of International Security Affairs, cree que el gobierno marroquí del pueblo saharaui es la mejor manera de que la zona permanezca estable, libre de terrorismo y ofrezca una mejor calidad de vida. Jacob A. Mundy, que escribió en el Mediterranean Quarterly en 2004, describió cómo mientras las Naciones Unidas intentaban evitar un conflicto similar al de Timor Oriental, irónicamente creaban el escenario para una situación muy similar.
Human Rights Watch escribió en 1995 que ambos lados del conflicto estaban creando obstáculos en el proceso de identificación de potenciales votantes para el referéndum.
En un informe de 2006 al Congreso de los Estados Unidos, Carol Migdalovitz escribe que sin una resolución sobre un plan de arreglo para el Sáhara Occidental, las relaciones diplomáticas entre Marruecos y Argelia seguirán siendo tensas.